# Dipoena petrunkevitchi
Dipoena petrunkevitchi là một loài nhện trong họ Theridiidae.
Loài này thuộc chi Dipoena. Dipoena petrunkevitchi được Carl Friedrich Roewer miêu tả năm 1942.